# Tan Yunxian
Tan Yunxian, född 1461, död 1554, var en kinesisk läkare. Hon är känd som författaren till en bok om medicin grundad på hennes egna erfarenheter kring vård av kvinnor, främst gynekologi, även om denna aldrig utgavs i hennes samtid. Kvinnliga läkare i Kina under denna tid utbildades som lärlingar till en manlig läkare inom familjen och assisterade normalt manliga läkare de var släkt med eller behandlade uteslutande kvinnliga patienter.